# Sloup s kovovým krucifixem (Lázně Bohdaneč)
Pískovcový osmiboký sloup s litinovým krucifixem z roku 1871 se nalézá u silnice druhé třídy č. 333 západně od okraje města Lázně Bohdaneč v okrese Pardubice u odbočky vedoucí do obce Černá u Bohdanče.

## Popis
Nedaleko od samoty Pazderna u Lázní Bohdaneč se nalézá pískovcový osmiboký sloup zakončený litinovým krucifixem. Na pískovcovém schodě stojí nízký, nahoře zkosený hranolový sokl, na kterém stojí vysoký osmiboký pískovcový sloup.
Na čelní straně sloupu je vytesán nápis s citátem z Markova evangelia: „Kdo chce jít za mnou, zapři sám sebe, vezmi svůj kříž a následuj mě.“
Pod tímto citátem je vytesáno „Postaveno v Bohdanči L. P. 1871“.
Pískovcový sloup je zakončen hlavicí, do které je upevněn litinový krucifix s drobným zlaceným korpusem Krista s nápisem INRI nad hlavou.

## Galerie

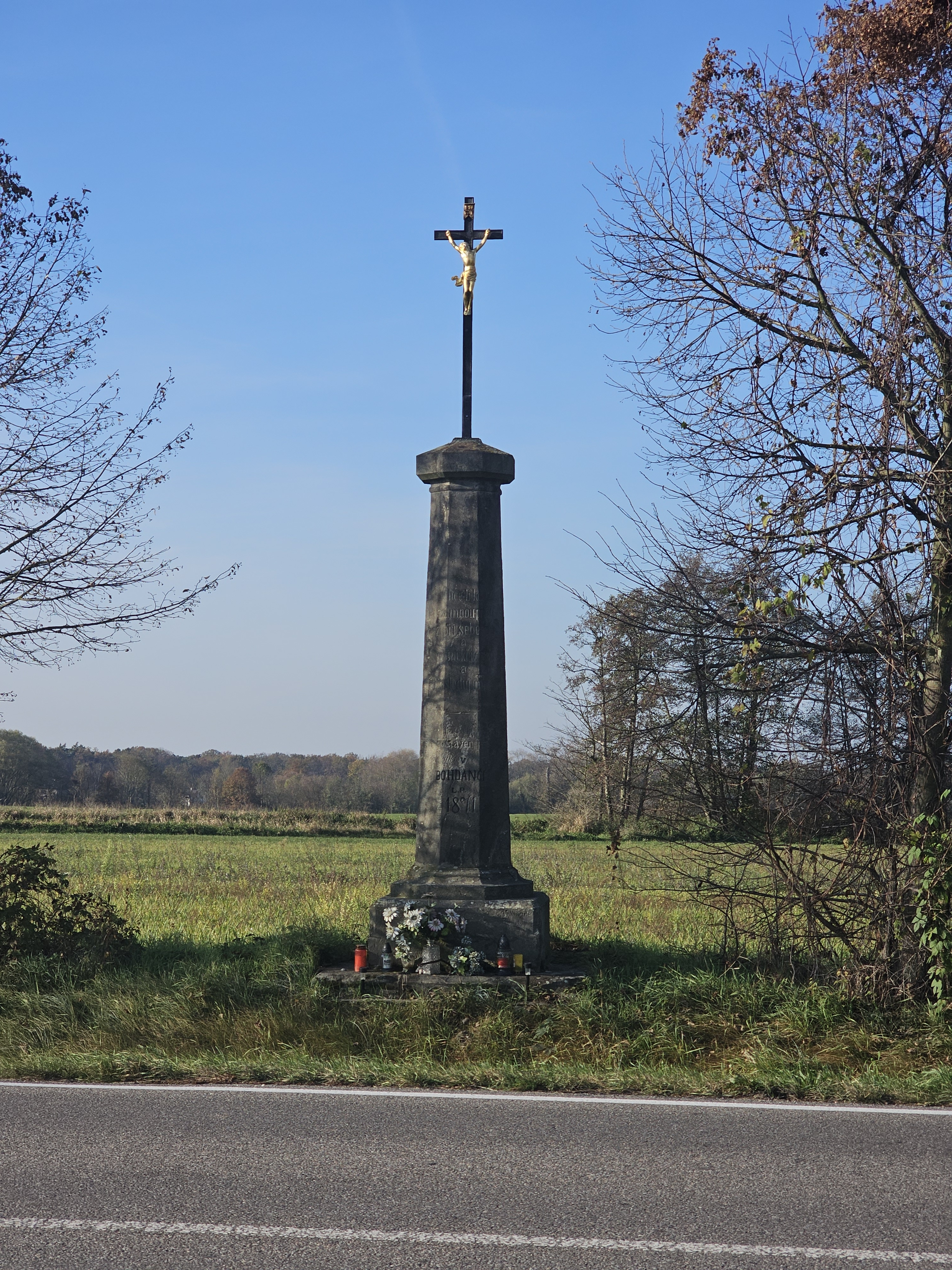
Sloup s kovovým křížem (Lázně Bohdaneč) - stav v roce 2024
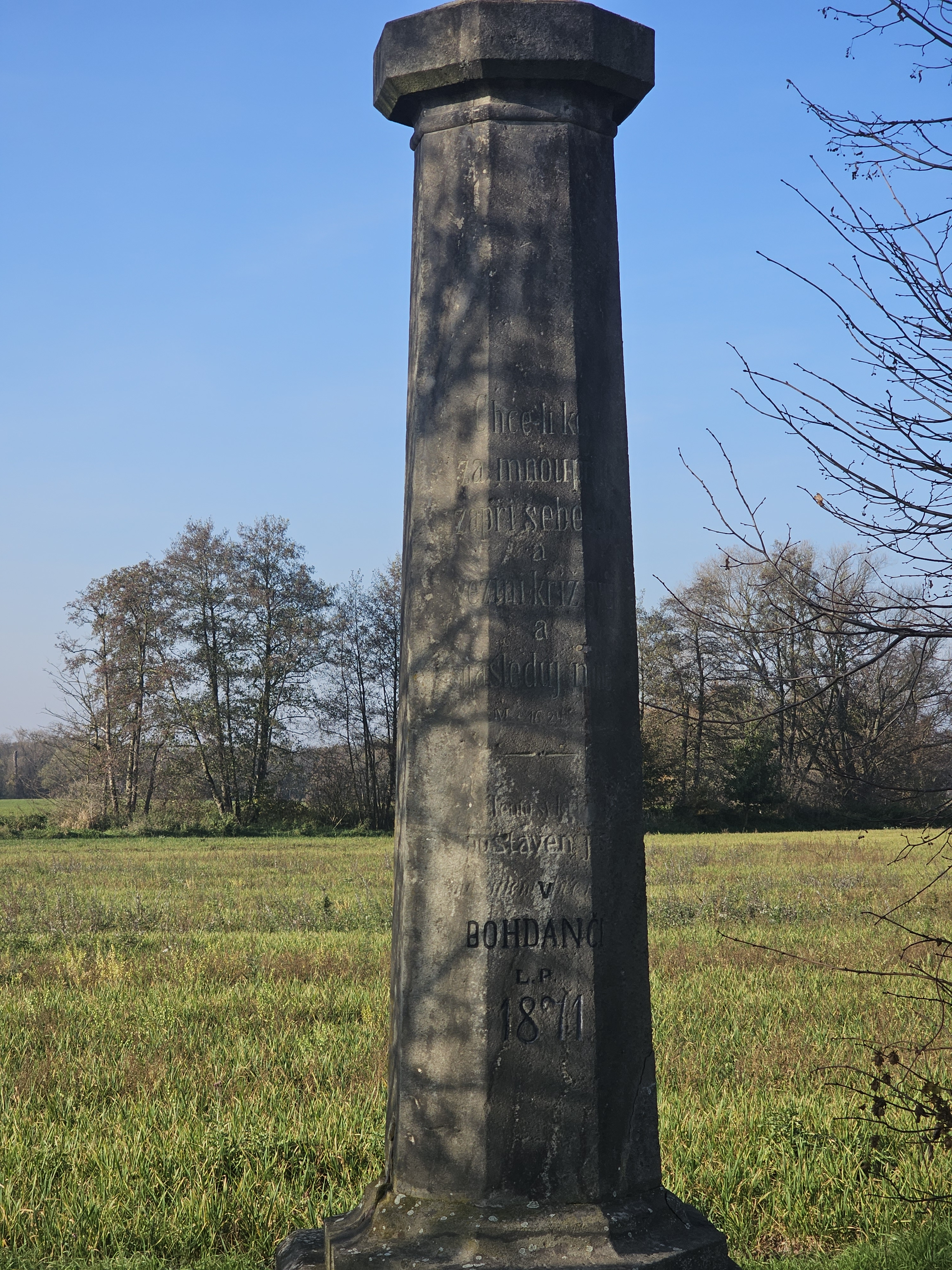
detail sloupu s kovovým křížem (Lázně Bohdaneč)